# سید هاشم غیاثی
سید هاشم غیاثی سرتیپ سپاه پاسداران انقلاب اسلامی است، که هم‌اکنون به‌عنوان فرمانده سپاه امام رضا خراسان رضوی فعالیت می‌کند.
وی فعالیت نظامی را در خلال جنگ ایران و عراق در نیروی زمینی سپاه پاسداران آغاز کرد. غیاثی از ۱۳۸۰ تا ۱۳۸۵ جانشین فرمانده منطقه مقاومت بسیج سپاه پاسداران استان خراسان بود، از ۱۳۸۵ تا ۱۳۸۶ به‌عنوان مدیرعامل باشگاه فرهنگی ورزشی پاس تهران فعالیت می‌کرد، از ۱۳۸۶ تا ۱۳۸۷ فرمانده منطقه مقاومت بسیج سپاه پاسداران خراسان رضوی بود و از ۱۳۸۷ تا ۱۳۹۴ به‌عنوان جانشین فرمانده سپاه امام رضا خراسان رضوی فعالیت می‌کرد.
او از ۱۳۹۴ تا ۱۳۹۵ فرماندهی سپاه انصارالرضا خراسان جنوبی را برعهده داشت، در فاصله سال‌های ۱۳۹۵ تا ۱۴۰۰ فرمانده سپاه فجر فارس بود و از آبان‌ماه ۱۴۰۰ نیز فرمانده سپاه امام رضا خراسان رضوی است. غیاثی در سال ۱۴۰۱ درجه سرتیپی دریافت کرد.